# Лужнецкая эстакада
Лужнецая эстакада — эстакада в составе Третьего транспортного кольца в Москве, связывающая Бережковский мост и Комсомольский проспект. Эстакада была построена «Мостоотрядом-4» и введена в эксплуатацию 10 мая 1999 года (с опережением графика на 13—14 месяцев), став первым крупным действующим участком ТТК. Однако из-за недоработок объект своевременно не прошёл государственную комиссию, не был передан на баланс города, и долгое время его правовой статус оставался неопределённым.
Постановлением Правительства Москвы летом 2000 года ГУП «Гормост» передал подэстакадное пространство в безвоздмездное пользование «Олимпийскому комплексу „Лужники”», который предоставил его в аренду компании «Огрмаркет», владеющей всеми торговыми точками на территории Лужников. Без согласования проектной документации компания возвела на участке торговые павильоны, которые сдала частным лицам и индивидуальным предпринимателям.

## Происшествия
Из-за непогашенной сигареты 3 августа 2002 года на торговой площадке произошёл пожар, в котором полностью сгорели 2 торговые точки, продававшие парфюмерию и пиротехнические изделия. Из-за повреждения несущих конструкций частично обрушилось дорожное полотно эстакады. К 13 сентября 2002 года ремонтные работы были завершены, а инцидент подтолкнул московские власти к установке огнеупорных экранов из металла, полиэтилена и графита на других значимых городских мостах и эстакадах.